# Hashikami, Aomori
Hashikami (階上町 Hashikami-chō) là thị trấn thuộc huyện Sannohe, tỉnh Aomori, Nhật Bản. Tính đến ngày 1 tháng 10 năm 2020, dân số ước tính thị trấn là 13.496 người và mật độ dân số là 140 người/km2. Tổng diện tích thị trấn là 94,01 km2.